# 佐津間
佐津間（さつま）は、鎌ケ谷市の地名である。なお、佐津間の他、中佐津間、西佐津間、南佐津間についても併せて述べる。

## 地理
鎌ケ谷市の北端で、北隣は柏市高柳、西隣は松戸市六実および六高台、南隣は鎌ケ谷市粟野、東隣は同市軽井沢である。また、1299～1389番地は粟野・初富と松戸市六実・五香・五香南に囲まれた細長い飛地である。

### 地価
住宅地の地価は、2014年（平成26年）1月1日の公示地価によれば、中佐津間2-14-3-8の地点で6万4000円/m2となっている。

## 郵便番号
- 佐津間 - 273-0136[2]
- 中佐津間 - 273-0135[4]
- 西佐津間 - 273-0134[5]
- 南佐津間 - 273-0133[6]

## 世帯数と人口
2017年（平成29年）11月1日現在の世帯数と人口は以下の通りである。

### 佐津間・南佐津間
| 大字     | 世帯数  | 人口  |
| -------- | ------- | ----- |
| 佐津間   | 297世帯 | 620人 |
| 南佐津間 | 292世帯 | 668人 |

### 中佐津間
| 丁目           | 世帯数  | 人口    |
| -------------- | ------- | ------- |
| 中佐津間一丁目 | 443世帯 | 1,092人 |
| 中佐津間二丁目 | 326世帯 | 774人   |
| 計             | 769世帯 | 1,866人 |

### 西佐津間
| 丁目           | 世帯数    | 人口    |
| -------------- | --------- | ------- |
| 西佐津間一丁目 | 637世帯   | 1,351人 |
| 西佐津間二丁目 | 517世帯   | 1,217人 |
| 計             | 1,154世帯 | 2,568人 |

## 小・中学校の学区
市立小・中学校に通う場合、学区は以下の通りとなる。

### 佐津間
| 番地                           | 小学校               | 中学校               |
| ------------------------------ | -------------------- | -------------------- |
| 1299～1389番地                 | 鎌ケ谷市立西部小学校 | 鎌ケ谷市立第三中学校 |
| 2番地 222～356番地 468～1298番 | 鎌ケ谷市立北部小学校 | 鎌ケ谷市立第三中学校 |

### 中佐津間
| 丁目           | 番地 | 小学校               | 中学校               |
| -------------- | ---- | -------------------- | -------------------- |
| 中佐津間一丁目 | 全域 | 鎌ケ谷市立北部小学校 | 鎌ケ谷市立第三中学校 |
| 中佐津間二丁目 | 全域 | 鎌ケ谷市立北部小学校 | 鎌ケ谷市立第三中学校 |

### 西佐津間
| 丁目           | 番地 | 小学校               | 中学校               |
| -------------- | ---- | -------------------- | -------------------- |
| 西佐津間一丁目 | 全域 | 鎌ケ谷市立北部小学校 | 鎌ケ谷市立第三中学校 |
| 西佐津間二丁目 | 全域 | 鎌ケ谷市立北部小学校 | 鎌ケ谷市立第三中学校 |

### 南佐津間
| 番地 | 小学校               | 中学校               |
| ---- | -------------------- | -------------------- |
| 全域 | 鎌ケ谷市立北部小学校 | 鎌ケ谷市立第三中学校 |

## 交通
町内を南北に千葉県道8号船橋我孫子線が通っている。
西佐津間を東武野田線が通っているが、駅はない。最寄り駅は六実駅および高柳駅、飛地の一部は京成松戸線元山駅である。

## 施設
- 鎌ケ谷市北部公民館
- さつま幼稚園
- 海上自衛隊下総航空基地
- 千葉県立鎌ケ谷西高等学校（飛地にグラウンドがある）